# Тавена
Тавена (итал. Tavenna) је насеље у Италији у округу Кампобасо, региону Молизе.
Према процени из 2011. у насељу је живело 731 становника. Насеље се налази на надморској висини од 547 м.

## Становништво
| 1931. | 1936. | 1951. | 1961. | 1971. | 1981. | 1991. | 2001. | 2011. |
| ----- | ----- | ----- | ----- | ----- | ----- | ----- | ----- | ----- |
| 2.078 | 2.098 | 2.244 | 1.923 | 1.708 | 1.418 | 1.205 | 995   | 815   |